# Ottawa Catholic School Board

L'Ottawa Catholic School Board est le conseil scolaire catholique anglophone de la région d'Ottawa. Il gère 85 écoles (66 primaires, 2 primaires senior, 16 secondaires), comprenant au total une population étudiante d'environ 39 000 personnes.
Son budget s'est élevé à 414,5 M$ pour l'année 2011-2012. L'institution, sise au 570 West Hunt Club Road, Ottawa, avait alors à sa tête Mark Mullan.